# Oncaea redacta
Oncaea redacta är en kräftdjursart som beskrevs av Heron och Bradford-Grieve 1995. Oncaea redacta ingår i släktet Oncaea och familjen Oncaeidae. Inga underarter finns listade i Catalogue of Life.